# Alexander Baumjohann
Alexander Baumjohann (Waltrop, Alemania, 23 de enero de 1987) es un exfutbolista alemán que jugaba de mediocampista. Desde mayo de 2023 es jefe de gestión de jugadores del Sydney F. C. australiano.

## Biografía
Se incorporó al Borussia Mönchengladbach en enero de 2007, ese mismo año se unió a la plantilla del FC Schalke 04. En el Schalke 04 jugaba con el dorsal número 29. En 2009 fue traspasado al Bayern de Múnich.

## Clubes
| Club                           | País      | Año       |
| ------------------------------ | --------- | --------- |
| F. C. Schalke 04               | Alemania  | 2004-2007 |
| Borussia Mönchengladbach       | Alemania  | 2007-2009 |
| Bayern de Múnich               | Alemania  | 2009-2010 |
| F. C. Schalke 04               | Alemania  | 2010-2012 |
| 1. F. C. Kaiserslautern        | Alemania  | 2012-2013 |
| Hertha de Berlín               | Alemania  | 2013-2017 |
| Coritiba Foot Ball Club        | Brasil    | 2017-2018 |
| E. C. Vitória                  | Brasil    | 2018      |
| Western Sydney Wanderers F. C. | Australia | 2018-2019 |
| Sydney F. C.                   | Australia | 2019-2021 |

## Palmarés

### Títulos nacionales
| Título                | Club                     | País      | Año  |
| --------------------- | ------------------------ | --------- | ---- |
| 2. Bundesliga         | Borussia Mönchengladbach | Alemania  | 2008 |
| 1. Bundesliga         | Bayern de Múnich         | Alemania  | 2010 |
| Copa de Alemania      | Bayern de Múnich         | Alemania  | 2010 |
| Copa de Alemania      | F. C. Schalke 04         | Alemania  | 2011 |
| Supercopa de Alemania | F. C. Schalke 04         | Alemania  | 2011 |
| A-League              | Sydney F. C.             | Australia | 2020 |